# Dorfkirche Legde

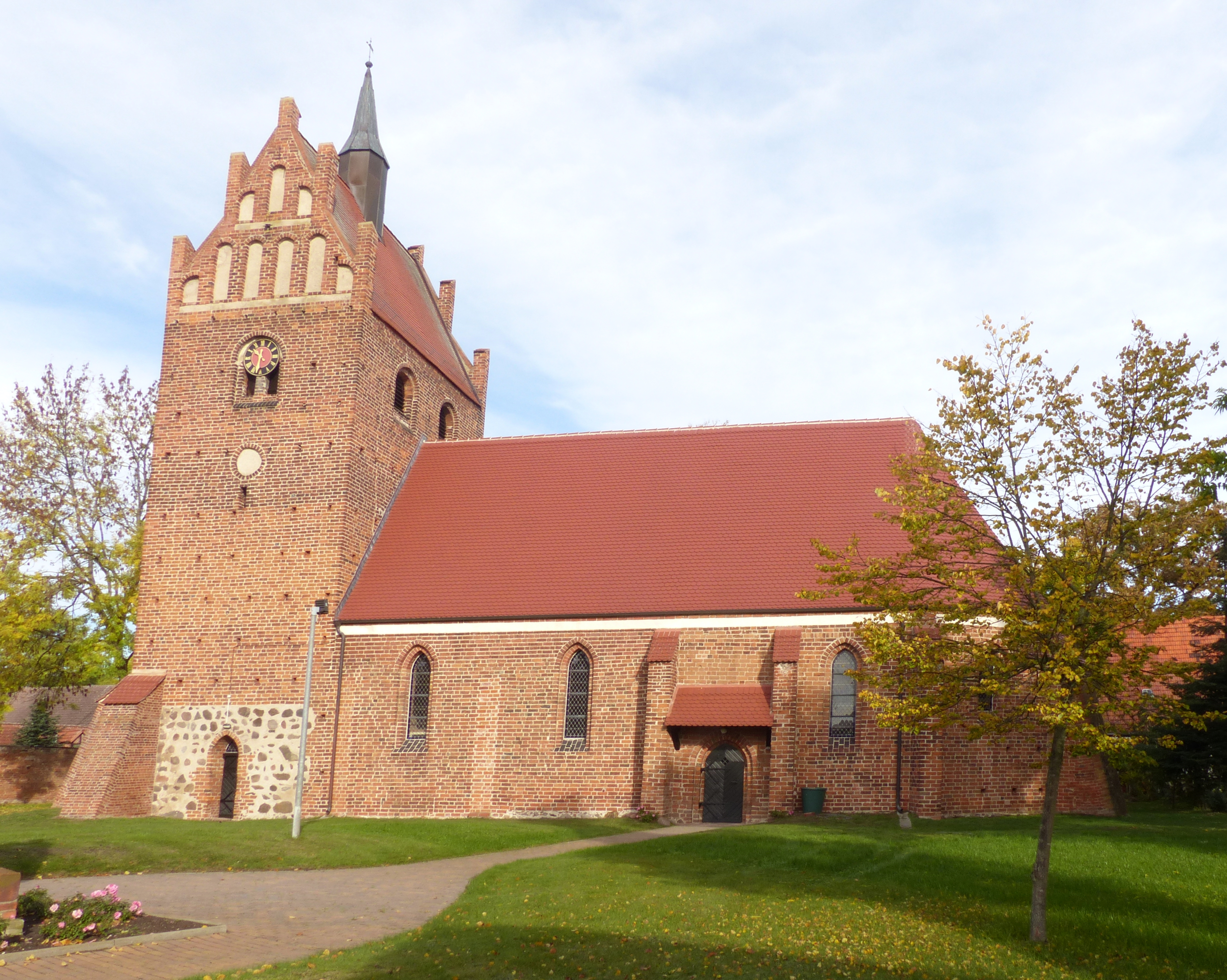
Dorfkirche in Legde

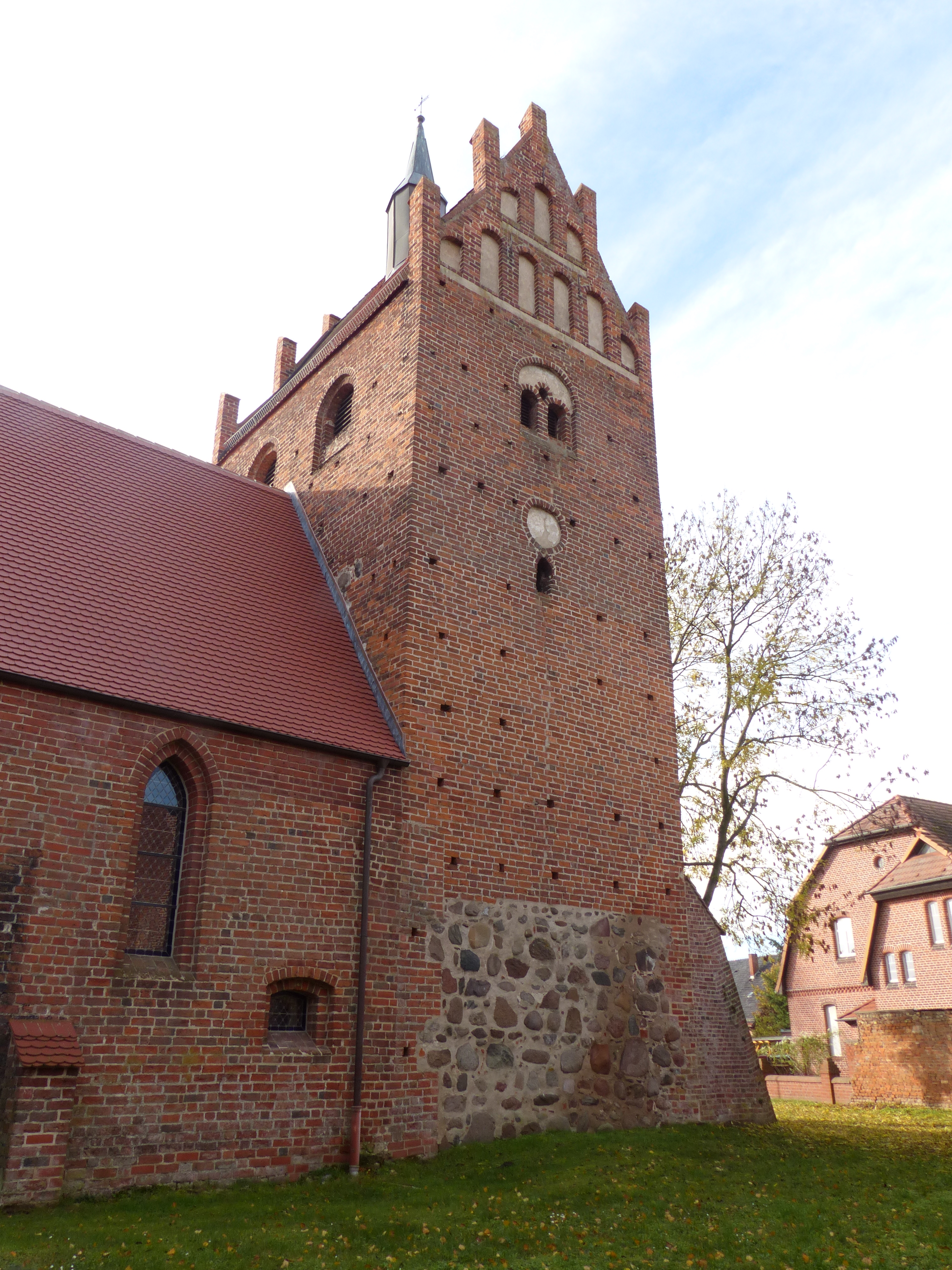
Nordostseite des Turms

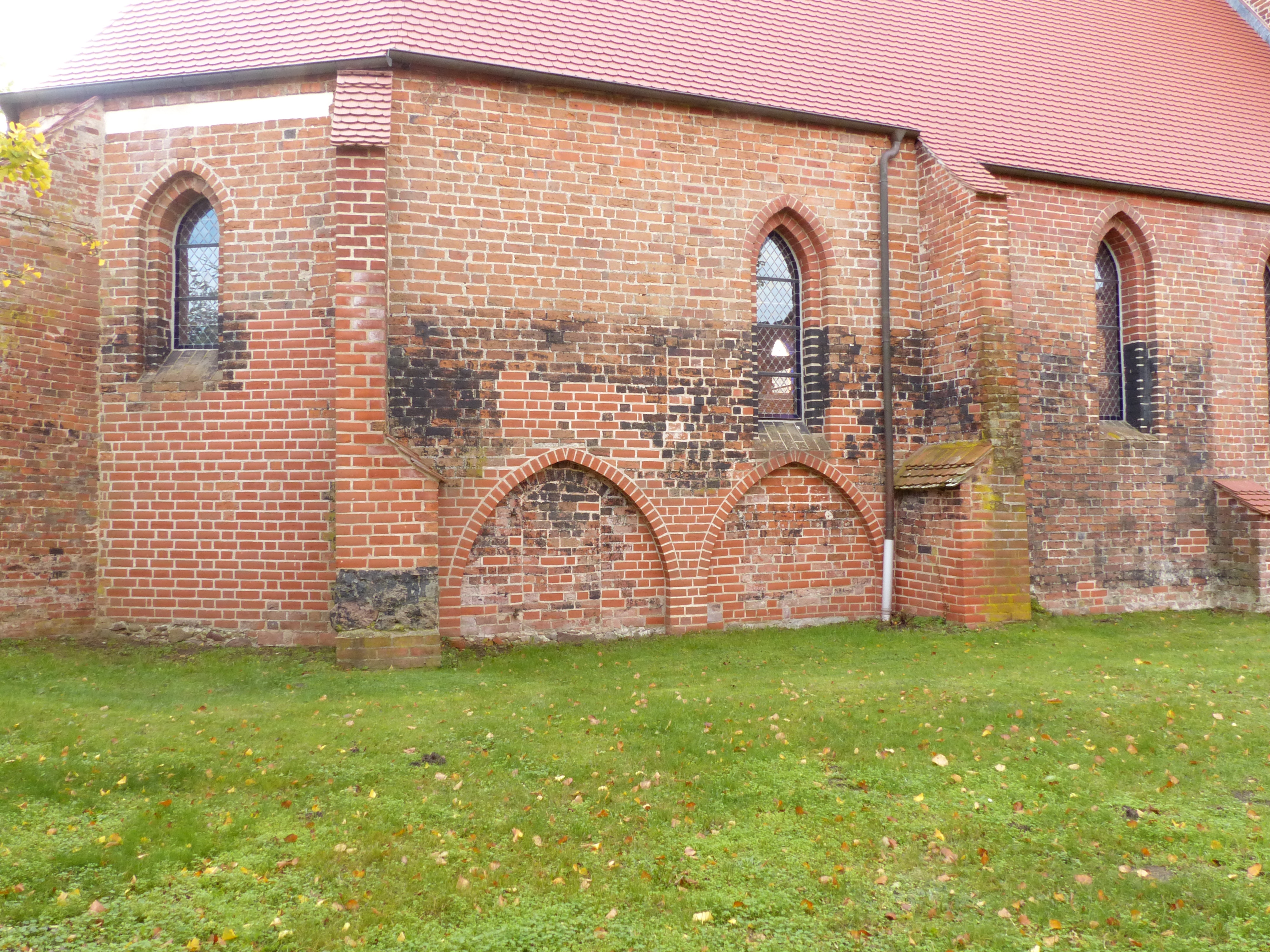
Vermauerte Arkaden auf der Nordseite

Die evangelische Dorfkirche in Legde, einem Ortsteil der Gemeinde Legde/Quitzöbel im Landkreis Prignitz in Brandenburg, wurde wahrscheinlich Ende des 15. Jahrhunderts errichtet. Die Kirche an der Dorfstraße ist ein geschütztes Baudenkmal.

## Geschichte und Architektur
Der spätgotische einschiffige Backsteinbau besitzt einen schiffsbreiten Westturm, der Anfang des 16. Jahrhunderts angefügt wurde. Der zum Chor umgeänderte kreuzrippengewölbte Ostbau ist leicht eingezogen. Das Bauwerk schließt mit drei Seiten eines Sechsecks. An der Nordseite des Chores sind Spuren eines früheren Anbaus sichtbar, der über zwei große Spitzbogenöffnungen mit der Kirche verbunden war. Am Schiff sind Strebepfeiler angesetzt, die wohl aus der Bauzeit stammen; die Pfeiler am Turm sind wahrscheinlich nachträglich angebracht worden. An der Turmsüdseite ist eine schmale Pforte vorhanden, das breite rundbogige Portal am Chor ist vermutlich neuzeitlich.
Der Kirchturm mit Quersatteldach und Dachreiter zwischen Blendengiebeln mit Fialpfeilern wurde 1998 instand gesetzt. Die Bleiglasfenster von 1892 wurden 2009 restauriert und ergänzt.
Der durch einen Triumphbogen abgeteilte Chor ist kreuzrippengewölbt, im ursprünglich ebenfalls gewölbten Schiff ist eine Balkendecke eingezogen.

## Ausstattung
Der reich geschnitzte Kanzelaltar wurde Anfang des 18. Jahrhunderts geschaffen und ist seitlich von Betstübchen flankiert.
Die Orgel wurde 1892 von Carl Joseph Chwatal aus Merseburg eingebaut.